# Galleria della Morla
La Galleria della Morla è una galleria costruita tra il 1902 e il 1905 per la ferrovia della Valle Brembana. Nel 1966, a causa dell'abbassamento della volta superiore, la galleria fu dichiarata inagibile e pericolosa per i convogli in transito.
Fu la causa scatenante della chiusura della ferrovia.

## Storia
La galleria venne costruita dalla Società anonima Ferrovia della Valle Brembana nel 1906 nella prima tratta della Ferrovia Elettrica della Valle Brembana. Un tempo costruita come galleria per attraversare la SS470. La progettazione venne affidata all'architetto milanese Romolo Squadrelli che curò le stazioni da Bergamo a San Pellegrino e le opere edili necessarie, come ponti, gallerie, ecc. Nel 1966 vi fu l'abbassamento della volta della galleria. Questa fu una delle cause scatenanti che portarono alla chiusura della ferrovia della Valle Brembana, che dopo poco venne smantellata ed abbandonata. Nel 2008 venne creata sul sedime ferroviario una pista ciclopedonale. Nel novembre viene annunciato il ripristino del servizio su rotaia fino a Villa d'Almè. Dopo l'annuncio del finanziamento ci sono stati dei malumori da parte della popolazione locale, che protestando per gli espropri e per l'eliminazione irreversibile della pista ciclopedonale, proposero a TEB (la società pubblica di gestione del servizio) la modifica del progetto, proponendo una soluzione interrata, giudicata da quest'ultima improponibile per gli elevati costi di costruzione e la difficoltà nel realizzarla. La fine dei lavori è prevista per il 2025.

## Tecnica e strutture
La galleria è lunga 180 metri e alta 4. Fu pensata per un solo binario come tutte le opere presenti lungo la ferrovia della Valle Brembana. È una galleria con i portali decorati in pietra a vista. Sulla volta della galleria c'era la linea aerea di contatto per l'alimentazione dei treni.
Ai lati, sono presenti de gradini di cemento, costruiti nel 2008 quando fu realizzato il tratto di pista ciclabile. Prima del 2008 la soletta era sterrata, in seguito alla rimozione della massicciata e dei binari nel 1968. La linea aerea di contatto era fissata alla volta della galleria tramite degli isolatori di ceramica, costruiti nel 1905.
Nel 2008 per l'adeguamento a pista ciclopedonale, venne posata della ghiaia drenante. La galleria è particolarmente umida ed inospitale. Venne creata una mostra di fotografie storiche riguardanti la Ferrovia della Valle Brembana appese alla volta della galleria. Fa parte del progetto per la riattivazione della linea tranviaria, riutilizzando il sedime dismesso fino a Villa d'Almé.